# Pufování

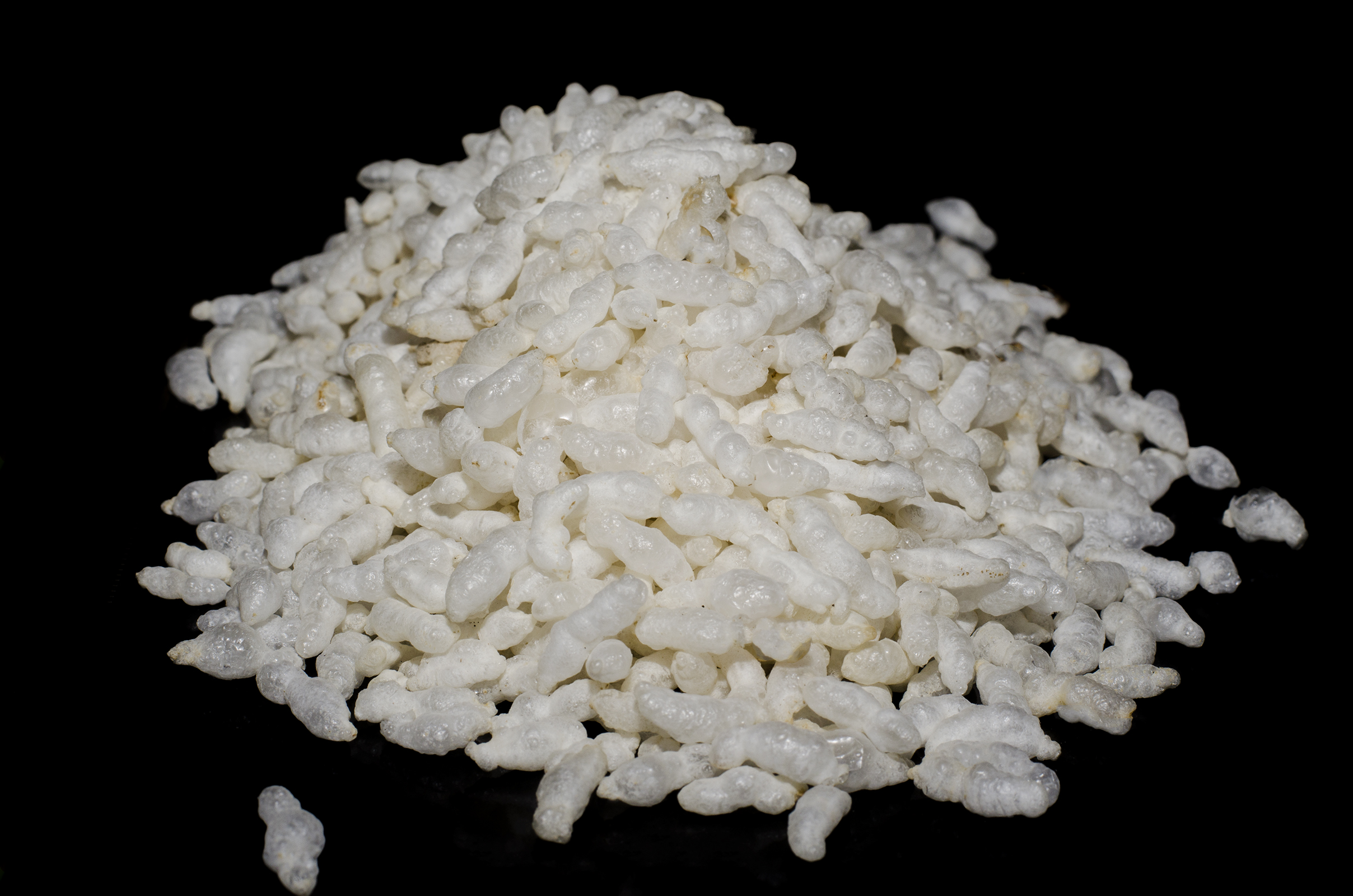
Pufovaná rýže

Pufování je způsob připravování pokrmů, při kterém dochází k nabývání surovin co do velikosti. Tohoto druhu přípravy pokrmů se využívá u surovin jako jsou např.: rýže, žito, pšenice a mnoho dalších zástupců obilovin. V Anglii, odkud název pochází, výraz puffed znamená odulý či opuchlý, rozšířený. Jídlo připravované metodou pufování se hojně využívá při zdravé výživě a dietách. Pufování probíhá v expanzní formě (mikrovlnná trouba apod.) za vysokého tlaku a teploty od 150 °C a víc. Dochází tak k vypařování tekutin z pufované suroviny. Tento způsob přípravy pokrmů trvá několik málo sekund a výhodou je, že surovina neztrácí na látkách, které obsahuje.[zdroj?]